# Une famille brésilienne
Pour plus de détails, voir Fiche technique et Distribution.
Une famille brésilienne (en portugais : Linha de passe) est un film brésilien réalisé par Walter Salles et Daniela Thomas, sorti en 2008.

## Synopsis
São Paulo. 20 millions d'habitants, 200 km d'embouteillage, 300 000 coursiers.
Au cœur de cette ville, quatre frères cherchent leur voie, chacun à sa manière. Reginaldo, le plus jeune, cherche son père. Dario rêve d’une carrière de footballeur. Dinho se réfugie dans la religion. Dênis, l'aîné, déjà père d'un enfant élevé par la mère seule, gagne difficilement sa vie comme coursier. Leur mère, Cleusa, femme de ménage qui élève seule ses quatre enfants nés de pères différents, est à nouveau enceinte.
À l'image d'un Brésil en état d'urgence et en crise identitaire, tous cherchent une issue.

## Fiche technique
- Titre : Une famille brésilienne
- Titre original : Linha de passe
- Réalisateurs : Walter Salles et Daniela Thomas
- Scénario : Daniela Thomas et George Moura
- Musique : Gustavo Santaolalla
- Photo : Mauro Pinheiro Jr
- Son : Frank Gaeta et Leandro Lima
- Décors : Valdy Lopes Jr
- Costumes : Cassio Brasil
- Montage : Gustavo Giani et Livia Serpa
- Producteurs : Walter Salles, Daniela Thomas, Mauricio Andrade Ramos, Rebecca Yeldham
- Production : Videofilmes Produçoes Artisticas Ltda, Media Rights Capital, Pathé Pictures International
- Pays :  Brésil
- Langue : portugais
- Genres : Drame
- Durée : 108 minutes
- Dates de sortie[1] :
  -  Brésil : 5 septembre 2008
  -  France : 18 mars 2009

## Distribution
- Sandra Corveloni : Cleusa, la mère
- João Baldasserini (pt) : Dênis, le fils ainé
- José Geraldo Rodrigues : Dinho, le fils croyant
- Vinícius de Oliveira : Dario, le fils footballeur
- Kaique de Jesus Santos : Reginaldo, le plus jeune fils
- Roberto Audi : le pasteur
- Sergio Mastropasqua : Jefferson, le patron de la station-service
- Ana Luiza Garritano : Bianca, ex de Dênis et mère de son fils
- Renata Novaes : Gloria
- Denise Weinberg (pt) : la signora Estela
- Rafael Losso : Bruno, le fils d'Estela
- Fernando Bezerra : Arlindo
- Luiz Serra (pt) : l'entraineur de Tirante
- Zeca Auricchio : l'entraineur de Santo Amaro

## Distinctions

### Récompenses
- Festival de Cannes 2008 : Prix d'interprétation féminine pour Sandra Corveloni

### Nominations
- Grande Prêmio do Cinema Brasileiro 2009 : meilleur film